# Low Moor (Iowa)
Low Moor es una ciudad ubicada en el condado de Clinton en el estado estadounidense de Iowa. En el Censo de 2010 tenía una población de 288 habitantes y una densidad poblacional de 239,13 personas por km².

## Geografía
Low Moor se encuentra ubicada en las coordenadas 41°48′8″N 90°21′15″O / 41.80222, -90.35417. Según la Oficina del Censo de los Estados Unidos, Low Moor tiene una superficie total de 1.2 km², de la cual 1.2 km² corresponden a tierra firme y (0%) 0 km² es agua.

## Demografía
Según el censo de 2010, había 288 personas residiendo en Low Moor. La densidad de población era de 239,13 hab./km². De los 288 habitantes, Low Moor estaba compuesto por el 97.57% blancos, el 0.69% eran afroamericanos, el 0% eran amerindios, el 0% eran asiáticos, el 0% eran isleños del Pacífico, el 0% eran de otras razas y el 1.74% pertenecían a dos o más razas. Del total de la población el 0.35% eran hispanos o latinos de cualquier raza.